# Antarctothoa buskiana
Antarctothoa buskiana is een mosdiertjessoort uit de familie van de Hippothoidae. De wetenschappelijke naam van de soort is voor het eerst geldig gepubliceerd in 1873 door Frederick Wollaston Hutton.